# 世界秩序
世界秩序（英語：WORLD ORDER）為日本的舞蹈表演、音樂團體，目前未與任何一間音樂唱片公司簽訂專屬合約，每張唱片屬於不同的唱片公司。

## 概要
由原格鬥家、拓殖大學摔跤部指導、藝人、演員须藤元气與男性舞者共同组成。舞蹈風格主要以popping為主。作詞作曲和編舞大多均由須藤負責，并由渡部高士與Ken Ishii等主要活跃于Techno風格的歌手與創作者塑造該團體的音樂形象。
该团体所运用“机械人舞蹈”般的表演，因为对“穿上西装、戴上眼镜、梳好头发”这种日本上班族的刻板印象进行视觉化，而在海外受到好评。以在日本国内的《笑一笑又何妨！》、《中居正广的金曜日》、《情報プレゼンター とくダネ!》、《SMAP×SMAP》等电视节目演出为契机，其知名度不断扩大到平民阶层。
2017年为止，为了制作MV，在名古屋、东京、京都、横滨、美国、墨西哥、韩国、英国、法国、德国、台灣、印度等地进行拍摄。2018年在台灣拍攝《MISSING BEAUTY》歌曲MV與新光三越週年慶廣告。

## 经历
2009年，须藤元气与男性舞者共同组成了表演团体“WORLD ORDER”。2009年12月16日，以iTunes先行发布的形式发售出道曲《WORLD ORDER》。目前總共發行有三張專輯和兩張單曲，第二張專輯《2012》曾在日本週榜排名第六，第三張專輯《Have a Nice Day》則為第八。
2012年3月15日，在“Dell streak pro”销售纪念活动中，WORLD ORDER的7名成员与其他640名舞者、共计647人跳舞演出“WORLD ORDER”，被吉尼斯世界纪录认定为「最多人数的机械舞」（现在正被更新）。
2015年10月，须藤元气离开舞台，作为制作人继续幕后工作。
2019年，须藤元气宣布要步入政界，退出组合。
2020年3月，组合成员不再固定，为了适应演出而改变编组。
2021年9月，除了仍未公开的MV作品《EXODUS》之外，时隔2年半左右公开新的MV。其中，须藤元气、上西隆史再次登场。出演成员为须藤、上西、内山、森泽、富田5人。
2025年4月9日，組合通過官網宣佈恢復活動。3日後，組合發佈恢復活動之後的第一支MV《Neo Samurai》，MV中包括上西隆史、高桥昭博等兩位此前一度退出組合的成員。

## 特色
该组合的歌曲及其MV经常围绕环保、和平、自由等议题，顾其本身被认为持有左翼的政治立场。而且在组合存续之际，须藤元气一度从2019年起逐步退出组合事务，积极投身日本国内政治，提出“应该立即废除核电”、“结婚女性可选择跟或不跟夫姓”、“废除消费税”等政见。随后在2022年，组合成员内山隼人当选匝瑳市市议会议员，须藤元气参与了其街头演说活动。

## 專輯
- WORLD ORDER（2010年7月7日）
- 2012（2012年6月20日）
- HAVE A NICE DAY（2012年6月20日）
- WORLD ORDER PERFORMANCE VIDEO COLLECTION（2014年12月17日）
- LET'S START WW3（2017年8月31日）

## 成员
| 现在的表演成员 | 现在的表演成员    | 现在的表演成员       | 现在的表演成员 | 现在的表演成员 |
| 姓名           | 平假名            | 出生日期             | 血型           | 备注 |
| -------------- | ----------------- | -------------------- | -------------- | --- |
| 须藤元气       | すどう げんき     | 1978年3月8日（45歳） | B型            | 初期成员，兼第一代队长与主唱、制作人、导演。 拥有从政经历，曾以立宪民主党党员，当选日本第25届参议院议员。                                               |
| 内山隼人       | うちやま はやと   | 1980年9月22日        | O型            | 初期成员，亦在木村KAELA与鱼韵的MV中出演（初期成员）。 于2022年当选匝瑳市市议会议员                                                                      |
| 森泽祐介       | もりさわ ゆうすけ | 1982年3月14日        | B型            | 初期成员，拥有巧克力专卖店“D’RENTY CHOCOLATE”。 |
| 富田龙太       | とみた りゅうた   | 1988年6月26日        | O型            | 2013年4月加入。 |
| 木村圭佑       | きむら けいすけ   | 1993年12月20日       | O型            | 2019年5月加入。 |
| 上西隆史       | じょうにし たかし | 1986年8月13日        | B型            | 2011年8月加入～2018年5月27日脱离；2025年4月9日重新加入。脱退后，一度于2021年以独立身份参与组合的MV作品 《CENSORSHIP》，担任艺术指导、编舞监修及表演者。 |
| 高桥昭博       | たかはし あきひろ | 1979年1月4日         | B型            | 2010年1月加入～2020年9月1日脱离；2025年4月9日重新加入。 第2代领队主唱                                                                                   |
| 已脱离的成员   |                   |                      |                | |
| 崎山清之       | さきやま きよゆき | 1977年12月16日       | A型            | 2011年8月12日脱离（初代成员） |
| 野口量         | のぐち りょう     | 1980年5月13日        | A型            | 2013年4月30日脱离（初期成员），脱离之前不久组合就编舞问题发生纠纷                                                                                       |
| 落合将人       | おちあい まさと   | 1980年8月27日        | A型            | 2010年1月加入～2017年8月7日脱离 第2代领队主唱 |
| 挂札拓郎       | かけふだ たくろう | 1986年8月5日         | A型            | 2019年5月加入～2020年9月8日脱离 第三代主唱 |
| 静永纮介       | しずなが こうすけ | 1994年6月24日        | B型            | 2019年5月加入。 |

竹冈常吉（たけおか つねきち）作为研修生舞者加入，但于2013年8月1日结束资格。
须藤元气一度自2015年10月起退出了舞者行列，作为制作人参与团体运作，随后于2019年6月，即将步入政界的须藤元气辞去了制作人的职务。之后重新加入组合。

## 外部連結
- 官方網站 （日語）
- 世界秩序的Facebook專頁
- 世界秩序的X（前Twitter）